# Паундмейкер
Паундмейкер (англ. Poundmaker, на языке кри Pitikwahanapiwiyin; 1842 — 4 июля 1886) — вождь равнинных кри, известный как миротворец и защитник своего народа. Участник Северо-Западного восстания в Канаде, после подавления которого он сдался, был осужден за государственную измену и заключён в тюрьму. Паундмейкер умер от болезни вскоре после освобождения. В мае 2019 года премьер-министр Канады Джастин Трюдо оправдал вождя и извинился перед народом кри.

## Биография
Паундмейкер родился в районе реки Норт-Саскачеван, вблизи от Батлфорда. Его отцом был шаман из племени ассинибойнов, а мать метиской, сестрой вождя кри. Согласно устной истории кри он унаследовал своё имя от деда, который был известным охотником на бизонов. После смерти своих родителей он вместе со своим братом и сестрой воспитывался в общине своей матери. В 1873 году между Паундмейкером и Кроуфутом, вождём племени сиксиков, произошла встреча, которая укрепила связи между двумя племенами и повысила авторитет вождя кри.
В 1876 году Паундмейкер участвовал в подписании договора с канадским правительством и сформировал собственную общину равнинных кри. В 1881 году его группа занимала резервацию в 40 километрах к северо-западу от форта Батлфорд.
Когда метисы под руководством Луи Риэля подняли восстание в Саскачеване, община Паундмейкера голодала: бизоны практически исчезли на Великих Равнинах, а канадские власти не выполняли свои обязательства перед индейцами. В 1885 году его группа направилась к Батлфорду, чтобы поговорить с индейским агентом. Жители города, узнав о приближении индейцев, стали в спешке покидать его. Кри забрали продукты и товары из заброшенных домов и складов, при этом был убит индейский агент Рэй. 2 мая 1885 года полковник Уильям Диллон Оттер атаковал лагерь вождя Паундмейкера. Индейских воинов было в 7 раз меньше солдат, но они успешно отбили атаку.
Позже Паундмейкер решил сдаться канадским властям. Он был осуждён за измену и приговорен к трём годам тюремного заключения. Паундмейкер был освобождён досрочно, пробыв в заключении семь месяцев. Его здоровье резко ухудшилось и в июле 1886 года он скончался в возрасте 44 лет. Паундмейкер был похоронен вблизи поселения Глейхен, Альберта. В 1967 году его останки перезахоронили в резервации равнинных кри в Саскачеване.

## Реабилитация

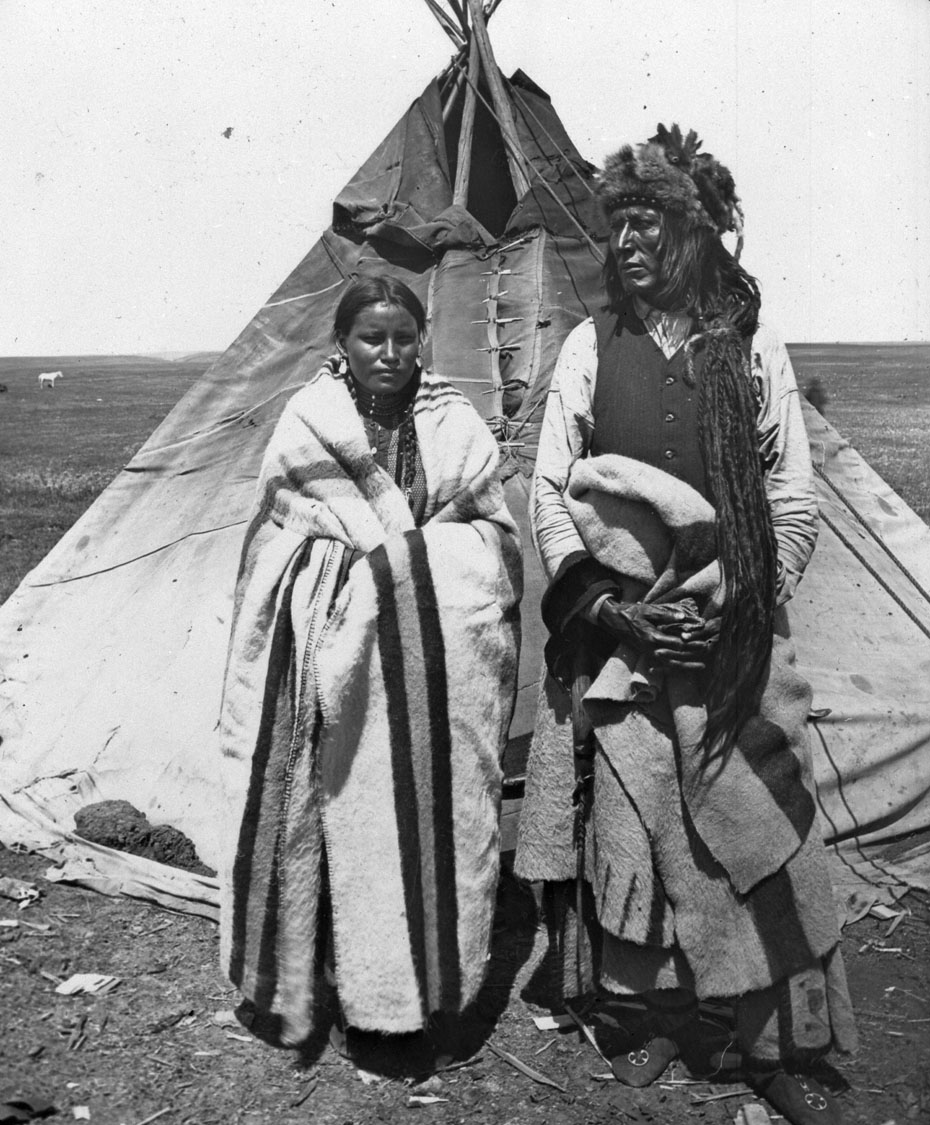
Паундмейкер с женой

В мае 2019 года премьер-министр Канады Джастин Трюдо принёс официальные извинения индейскому народу кри, чей вождь, Паундмейкер, был осужден за государственную измену 134 года назад колониальным правительством страны. Трюдо сделал специальное заявление в ходе посещения индейской резервации, носящей имя вождя кри, в провинции Саскачеван.
Во время своего выступления глава государства назвал Паундмейкера миротворцем, так как тот избежал большого кровопролития и в итоге сдался канадским властям. Джастин Трюдо сказал: 

«В 2019 году мы признаём правду в его словах о том, что как лидер, как политический деятель и как миротворец он делал всё возможное, чтобы не допустить бессмысленных смертей. Нам понадобилось 134 года, чтобы достичь этого поворотного момента — оправдания вождя Паундмейкера».